# Sigma Persei
Sigma Persei (σ Persei, förkortat Sigma Per, σ Per) som är stjärnans Bayerbeteckning, är en jättestjärna belägen i den mellersta delen av stjärnbilden Perseus. Den har en skenbar magnitud på 4,36 och är synlig för blotta ögat. Baserat på parallaxmätning inom Hipparcosuppdraget på ca 9,1 mas, beräknas den befinna sig på ett avstånd av ca 360 ljusår ( ca 110 parsek) från solen.

## Nomenklatur
Sigma Persei har, tillsammans med δ Per, ψ Per, α Per, γ Per och η Per, har kallats Perseussegmentet.

## Egenskaper
Sigma Persei är en orange till röd jättestjärna av spektralklass K3 III. Den har massa som är omkring 30 procent större än solens massa, en radie som är ca 37 gånger större än solens och utsänder från sin fotosfär ca 368 gånger mer energi än solen vid en effektiv temperatur på ca 4 160 K.
Sigma Persei förflyttar sig genom Vintergatan med en hastighet av 17,4 km/s i förhållande till solen. Dess projicerade galaktiska bana ligger mellan 24 400 och 43 600 ljusår från galaxens centrum. Den kom närmast solen för 5,1 miljoner år sedan då den hade en magnitud på 3,11 vid ett avstånd av 202 ljusår.
Sigma Persei har en rapporterad planet, b, med en omloppsperiod på 580 dygn och en massa som är ca 6,5 gånger Jupiters massa.